# Vierfleckiger Kiefernglanzkäfer
Der Vierfleckige Kiefernglanzkäfer (Glischrochilus quadripunctatus) ist ein Käfer aus der artenreichen Familie der Glanzkäfer. Die Gattung Glischrochilus  ist in Europa mit sechs Arten vertreten, die alle schwarz sind und vier gelbliche bis weiße Flecke haben.
Der Käfer ist forstwirtschaftlich unbedeutend und steht nicht unter Naturschutz.

## Bemerkungen zum Namen, Synonymen und Homonymen
Der Käfer wurde bereits 1758 von Linné in der berühmten 10. Ausgabe seiner Systema Naturae, die als Ausgangspunkt der binominalen Nomenklatur festgelegt wurde, als 4. Art der Gattung Silpha unter dem Namen Silpha quadripunctata beschrieben. Die kurze Beschreibung lautet: eine längliche schwarze Silpha, mit zwei rostfarbenen Punkten auf der Flügeldecke (S. oblonga nigra, elytris punctis duobus ferrugineis). Linné zitiert dabei zwei frühere Beschreibungen des Käfers. Darunter ist die Beschreibung von 1746 durch Linné in der Fauna Svecica (1. Auflage): ein schwarzer Dermestes mit vier roten Punkten auf den Deckflügeln (Dermestes niger, coleoptris punctis rubris quaternis).  Daraus erklärt sich der Artname quadripunctatus (von lat. „quattuor“, in Verbindungen „quádri-“ für „vier-“ und „punctātus“ für „punktiert“), der die auf den beiden Flügeldecken insgesamt vier Makel benennt. Es gibt jedoch zwei weitere in Mitteleuropa heimische Arten, Glischrochilus quadriguttatus und Glischrochilus quadrisignatus, sowie das Synonym quadripustulatus deren Namen ebenfalls auf vier Makel auf den Flügeldecken Bezug nimmt.
In der zweiten Ausgabe der Fauna Svecica  ändert Linné 1761 den Namen und beschreibt die Art mit dem gleichen Text und mit den gleichen beiden früheren Zitaten als 446. Art unter dem Namen Silpha quadripustulata. Er geht hier auch auf die genauere Form der vier Makel ein. Die Notwendigkeit für die Umbenennung von quadripunctata in quadripustulata ergibt sich daraus, dass der Name Silpha quadripunctata für die 453. Art benutzt wird, die den Vierpunktigen Aaskäfer beschreibt und deren Name ebenfalls auf ältere Beschreibungen zurückgeht. Von einigen Autoren wurde der ältere Artname quadripunctatus beibehalten, was in Kombination mit einem anderen Gattungsnamen ohne Verwechslungsgefahr möglich war, von anderen der aktuellere Name quadripustulatus übernommen.
Olivier gibt 1790 in seinem vielbändigen koloepterologischen Werk der von Fabricius eingeführten Gattung Nitidula die Nr. 9 und führt als achte Art dieser Gattung den Vierfleckigen Kiefernglanzkäfer unter dem Namen Nitidula quadripustulata, wobei er sich auf die 446. Art in Linnés 2. Ausgabe der Fauna Svecica bezieht. Unglücklicherweise gibt er der folgenden, seiner Meinung nach neuen Art den Namen Nitidula quadripunctata. Es gibt also für zwei verschiedene, aber sehr nah miteinander verwandte Käferarten den gleichen Artnamen quadripunctata, eine quadripunctata von Linné und eine von Olivier. Letztere wird, um Verwechslungen zu vermeiden, von Bedel 1891 in Oliveri (die/der von Olivier) umbenannt, und heute nach der älteren Beschreibung durch Geoffroy in  Fourcroux 1785 hortensis genannt.
Zusammenfassend kann man feststellen, dass der Käfer, der heute Glischrochilus quadripunctatus heißt, in den meisten älteren deutschsprachigen Werken über Käfer das Artepitheton quadripustulatus, a trägt, während die mit quadripunctatus, a bezeichnete Art heute als Glischrochilus hortensis geführt wird.
Der Gattungsname Ips ist heute für eine Gattung der Borkenkäfer Ips  reserviert, die De Geer 1775  beschrieb. Unabhängig davon wurde 1776 von Fabricius seine 19. Gattung  mit Ips  benannt und mit einem * wie damals üblich, als neu gekennzeichnet. Fabricius charakterisiert damit eine Gruppe der Glanzkäfer, zu denen auch der Vierfleckige Kiefernglanzkäfer gehört. Der Name Ips, der vom altgriechische Wort ips ιπς für einen Wurm, der Horn oder Holz anfrisst, abgeleitet ist,  wurde in der Folgezeit von verschiedenen Autoren in verschiedener Weise sowohl im männlichen als auch im weiblichen Geschlecht benutzt. Die Beschreibung der Larve des Vierfleckigen Kiefernglanzkäfers durch Perris 1877 erfolgte unter dem Namen Ips quadripunctata.
Reitter trennt 1873 die von Fabricius beschriebene Gattung Ips in drei Untergattungen und stellt den Vierfleckigen Kiefernglanzkäfer in die Untergattung Glischrochilus mit dem Namen Glischrochilus quadripustulatus. Die Untergattung wird später zur Gattung. Von den heute zur Gattung Glischrochilus zählenden mitteleuropäischen Arten stellt Reitter später alle außer quadripustulatus in die von ihm 1884 aufgestellte Gattung Librodor. Diese Unterteilung wird jedoch heute nicht mehr benutzt.
Den Gattungsnamen Glischrochilus übernimmt Reitter von dem Engländer Murray, dessen unvollendete Arbeiten über Glanzkäfer er zu Ende führt. Glischrochilus ist von altgr. γλίσχρος  „glis-chrós“ für „klebrig“ und χῦλός „chilós“ für „Saft“  abgeleitet und weist auf die Nutzung von ausfließendem Baumsaft als Nahrungsquelle hin.
Da das Wort Punkt bei Insekten (auch) für kleine Einstiche im Skelett benutzt wird, und das Wort Makel für Fleck ungebräuchlich wurde, heißt die Art auf Deutsch Vierfleckig. Der Namensteil Glanzkäfer spielt auf die Familienzugehörigkeit an, der Namensteil Kiefern- auf sein Vorkommen unter der Rinde von Kiefern. Dies ist jedoch irreführend, da er auch unter Fichten- und Tannenrinde häufig ist.

## Merkmale des Käfers
|                                         |                                                       |
|                                         |                                                       |
| Abb. 1: verschiedene Ansichten          |                                                       |
|                                         |                                                       |
| Abb. 2: Prosternalfortsatz (Kopf links) | Abb. 3: Unterlippe (links) und Unterkiefer mit Taster |

Der schwarze Käfer mit den vier orangegelben Flecken misst etwa einen halben Zentimeter, kann aber bis zu acht Millimeter lang werden. Er ist auf Kopf, Halsschild und Flügeldecken gleichermaßen mäßig fein und ziemlich weitläufig punktiert. Von den ähnlichen mitteleuropäischen Arten ist er am sichersten durch die Größenverhältnisse des Halsschilds sowie durch die Form des Prosternalfortsatzes zu unterscheiden (Abb. 2). Diese Verlängerung der Vorderbrust, die zwischen den Vorderhüften nach hinten verläuft, endet nicht abgerundet, sondern fast abgestutzt mit einer nahezu geraden Reihe von Haaren, während diese Haarreihe bei den anderen Arten stark bogenförmig oder gewinkelt ist. Außerdem ist der Körper weniger rundlich als bei den anderen Arten. Deswegen werden bei Reitter die anderen Arten als Gattung Librodor von der Gattung Glischrochilus getrennt.
Der dreieckige bis halbkreisförmige Kopf ist beim Männchen deutlich größer als beim Weibchen. Die Mundwerkzeuge zeigen nach vorn. Die zweilappige Oberlippe ist mit dem Kopfschild verwachsen. Die Unterlippe mit dreigliedrigem Lippentaster und die Unterkiefer mit den viergliedrigen Kiefertastern sind in Abb. 3 abgebildet. Die Fühler entspringen vor den seitenständigen flachen Augen und können teilweise in eine vor den Augen nach unten, danach nach hinten verlaufende Fühlerrinne eingelegt werden (in Seitenansicht und auf der Unterseite in Abb. 1 durch dunklere Färbung erkennbar). Die Fühler sind elfgliedrig und enden in einer ovalen, dreigliedrigen, abgeflachten Keule. Die Keule und das Basalglied sind schwarz, die Geißelglieder dunkel rotbraun. Auf der Stirn findet man einen seichten Quereindruck und meist ein seichtes Mittelgrübchen.
Der Halsschild ist nur wenig breiter als der Kopf, beim Weibchen vorn etwas schmaler als die Flügeldecken, beim Männchen erreicht er Flügeldeckenbreite. Die Seiten sind breit abgesetzt und leicht aufgebogen, vor der Mitte verengt sich die Seitenrandkehle. Die Halsschildseiten verlaufen etwa parallel, nach hinten verschmälert sich der Halsschild etwas. Vor den scharf rechtwinkligen Hinterecken ist der Halsschild etwas eingezogen und an der Basis schmaler als die Flügeldecken. Bei den anderen mitteleuropäischen Arten trifft letzteres nicht zu.
Die glänzenden Flügeldecken sind über dreimal so lang wie breit und zweieinhalbmal so lang wie der Halsschild. Sie tragen hinter der Basis neben der Schulterbeule eine große Makel, die die Schulter selbst ausspart, und dicht hinter der Mitte eine große Quermakel. Hinten sind die Flügeldecken beim Männchen quer gerundet abgestutzt, beim Weibchen sehr schräg abgestutzt mit ausgezogenem Nahtwinkel. Die Seiten verlaufen stärker parallel als bei den anderen Arten.
Die Beine sind kurz und kräftig. Die gelblich braunen Tarsen sind alle fünfgliedrig, erscheinen aber viergliedrig, da das vierte Glied sehr klein ist.

## Larve
| Details der Larve nach Perris | |                                                                            |
|                               | |                                                                            |
| Abb. 4: Fühler                | Abb. 5: 9. Abdominalseg- ment von oben, rechts ko- loriert: Pseudocercie grün beborstetes Zähnchen rot | Abb. 6: Pseudocercie (grün) von seitlich innen rot: beborstetes Zähn- chen |

Die Larve wurde erstmals 1877 von Perris beschrieben, die Beschreibung 1917 von Saalas präzisiert, und 1923 von Verhoeff durch exaktere Zeichnungen und zusätzliche Betrachtung des Tracheensystems wesentlich erweitert.
Die gelblich weiße Larve wird im letzten Stadium bis zu elf Millimeter lang. Der Körper ist flach und fast überall nahezu gleich breit, nur an den beiden Enden verschmälert er sich etwas. Jedes der mittleren Körpersegmente ist mehr als doppelt so breit wie lang. Der Körper ist lederartig und sehr fein und kurz tomentiert, sodass er goldschimmernd bereift erscheint. Nur spärlich findet man auch einzelne längere Tastborsten.
Der flache Kopf ist viel breiter als lang. Er ist glatt, kahl, glänzend, und durch die Chitinisierung rostrot. Auf der Stirn hat er zwei schräg verlaufende Furchen, die hinten durch einen Quereindruck verbunden sind. Auf der Mitte zeigt er ein deutliches  Grübchen. Auf jeder Seite befinden sich vier Einzelaugen. Die Fühler (Abb. 4) sind viergliedrig. Das Basisglied ist kurz, dick und kann zurückgezogen werden. Die beiden folgenden Glieder sind etwa gleich lang, dabei länger und dünner als das Basisglied. Das Endglied ist gleich lang wie das vorhergehende Glied, aber viel dünner. An seiner Spitze befinden sich ein längeres und einige sehr kurze Haare. Neben der Basis des Endglieds entspringt ein Anhang, der etwa halb so lang wie das Endglied ist.

Die Oberlippe ist viel breiter als lang, seitlich nicht abgeschnürt, in der Mitte eingebuchtet und am Vorderrand äußerst kurz bewimpert. Die braunroten Oberkiefer enden mit einem kräftigen Endzahn, davor befinden sich auf der Innenseite drei Vorzähne. Die Mahlplatten tragen etwa zwanzig parallel gebogene, nach unten zunehmend feinere Feilenreihen. Zwischen Mahlplatte und Spitze liegen 12 bis 13 hintereinander angeordnete Kämmchen, deren Feinbau sich sukzessiv ändert. Die Lade der Unterkiefer ist kurz und abgerundet und mit sehr feinen und kurzen goldschimmernden Härchen besetzt. Nach innen trägt sie zwei kurze Kauzapfen gegenüber der Wurzel der Kiefertaster. Neben dem Kiefertaster ist die Unterkieferlade knotig verdickt. Die viergliedrigen Kiefertaster sind kurz und ragen nur wenig über die Unterkiefer hinaus. Ihre Glieder sind etwa gleich lang und zunehmend schlanker. Das Grundglied ist unvollständig ausgebildet, das Endglied sehr fein behaart. Das Kinn ist auffallend klein und deutlich gegen die angrenzenden Teile abgesetzt. Am Vorderrand des Kinns setzt stielartig der sogenannte Syncoxit der Labiopoden an, der sich vorn dreiästig teilt. In den Seitenästen sitzen die ungegliederten zapfenförmigen Lippentaster, vor der Mitte die kleine herzförmig Unterlippe.
Der Prothorax ist eineinhalbmal so lang wie der Mesothorax. Er ist außer der Mittellinie, dem Vorder- und dem Hinterrand rötlichgelb, mit schwachen Eindrücken und jederseits mit zwei bis drei kurzen Haaren versehen. Meso- und Metathorax sind gleich lang und gelblich weiß. Sie tragen beiderseits je ein Haar.
Die Hüften der drei Beinpaare sind weit auseinandergerückt. Die Beine überragen die Körperseite nur wenig.
Das erste Hinterleibssegment ist etwas größer als der Metathorax und kürzer als die folgenden sieben. Alle acht sind seitlich gewulstet und tragen dort zwei sehr feine Härchen. Oberseits tragen sie acht, unterseits vier oder sechs in einer Querreihe gestellte Härchen. Das neunte Hinterleibssegment ist bereits vorn etwas schmaler als das achte, verschmälert sich aber nach hinten stark und läuft in zwei nach oben gekrümmte hakenförmige Fortsätze aus. Innen sind die Fortsätze unter der Spitze mit einem kleinen schwarzen Zahn bewehrt der eine lange Borste trägt (Abb. 6). In Aufsicht (Abb. 5) erscheint das neunte Segment halbkreisförmig, nur die Fortsätze stehen, durch eine halbkreisförmige Bucht getrennt, nach hinten über, das beborstete Zähnchen erscheint als ein in die Bucht ragendes Höckerchen. Vor den Hakenfortsätzen befinden sich zwei hornige rostrote Höckerchen mit zwei oder drei Härchen an der Basis. Weitere Haare befinden sich spärlich um die Hakenfortsätze verteilt und ein Haar findet sich an der Spitze des Zähnchens am Innern der Hakenfortsatzes. Das letzte und zehnte Hinterleibssegment, das Analsegment, wird in der Mitte der Unterseite des neunten Segments sichtbar. Es bildet einen quergezogenen Ring und umschließt zwei fein behaarte Analklappen.
Das Stigmenpaar des ersten Hinterleibssegments liegt seitlich nahe dem Vorderrand und ist etwas größer. Bei den folgenden Segmenten sind die Stigmen jeweils etwas weiter nach hinten verrückt und befinden sich am achten Hinterleibssegment nahe dem Hinterrand.

## Biologie
Die Larven entwickeln sich hauptsächlich in Nadelbäumen (Kiefern, Fichten, Tannen), aber auch in Laubbäumen (Buche, Erle, Robinie). Die Käfer findet man in Nadel- und Mischwäldern und Kieferheide, und sie wurden beobachtet, wie sie an Robinien und Birken ausfließenden Saft aufleckten. Die Imagines werden durch frisch gefälltes und gestapeltes Fichtenholz besonders stark angezogen und sind dort unter noch feuchten Schlagspänen oder Schnittflächen zu finden.  Sie besiedeln kränkelnde und abgestorbene Bäume. Die Larven findet man in den Gängen von Tomicus, Ips und anderen Borkenkäferarten in feuchter bis nasser Umgebung.
An der Fichte wird der Käfer an stehenden und liegenden Stämmen, am häufigsten jedoch an Stümpfen gefunden. Die Art lebt unter der Rinde an Stellen, wo die Unterseite der Rinde mit schleimigem Saft überzogen ist. Die Larven findet man häufig gesellig. Im Versuch ist es für die Entwicklung des Käfers ausreichend, wenn an die Larven dieser Saft verfüttert wird. Die Larven fallen zwar auch lebende Beutetiere an und saugen sie aus, aber sie ernähren sich überwiegend von mit Baumsaft durchmengtem Mulm. Versuche mit Hormonfallen legen nahe, dass sie als Antagonisten von Borkenkäfern zumindest in Buchenwäldern eher eine untergeordnete Rolle spielen.
Wie Versuche zeigen, sind die Larven gegen Überflutung ziemlich unempfindlich. Sie können auch längere Zeit (zwei bis drei Tage) unter Wasser überleben. Auf feuchtem Untergrund bewegen sich Larven wesentlich gewandter als auf trockenem Untergrund. Zur Verpuppung graben sich die Larven in den Boden ein und fertigen eine Puppenwiege. Die Puppen sind mit beweglichen stachelartigen Fortsätzen versehen, die verhindern, dass sie ganz im Nassen liegen.
Gewöhnlich erfolgt die  Eiablage im Frühjahr, die neue Generation erscheint im August, überwintert und legt im kommenden Frühjahr die Eier ab. Bei spät abgelegten Eiern können jedoch auch die Puppen überwintern und die Imagines schlüpfen erst im kommenden Frühjahr.

## Verbreitung
Die Art ist in fast ganz Europa verbreitet, sie fehlt nur auf Gibraltar San Marino, den Stadtstaaten Monaco und Vatikanstadt und nahezu allen Inseln (Azoren, Balearen, Kanaren, Madeira, Malta, Kreta, Kykladen, Zypern, die Inselgruppe der Dodekanes, den Nordägäischen Inseln, den Kanalinseln, Island, die Färöer-Inseln, Franz-Josef-Land, Nowaja Semlja, die Ilhas Selvagens und der Inselgruppe Spitzbergen). Auf Sizilien ist das Vorkommen nachgewiesen, in Sardinien zweifelhaft. In Nordeuropa wird die Art seltener. Nach Süden erreicht das Verbreitungsgebiet Nordafrika, nach Osten findet man den Käfer im Nahen Osten und bis in die Ostpalaearktik.